# Färöer-Shetland-Kanal

Lage des Färöer-Shetland-Kanal (nördlich von Schottland) in der Grönland-Schottland-Schwelle

Der Färöer-Shetland-Kanal ist ein Graben im Europäischen Nordmeer zwischen Shetland und den Färöer-Inseln.
Der Graben ist bis zu 1500 Meter tief, allerdings trennt ihn der auf 620 Meter Tiefe ansteigende Wyville-Thomson-Rücken vom Rockall-Trog im offenen Atlantik. Durch den Graben, der an seiner engsten Stelle 25 Kilometer breit ist, fließt der größte Teil des warmen und salzigen Nordatlantikstroms, der in das Europäische Nordmeer und auf weiterem Weg in die Grönlandsee gelangt. Dabei fließen etwa zwei Kubikmeilen warmes Wasser pro Stunde in das Nordmeer, wobei aber je nach Jahreszeit und Jahr erhebliche Unterschiede vorkommen können. Verminderte Einträge lassen sich bei der nächsten Ernte in Norwegen feststellen, ebenso wie die Eisbildung in der Barentssee zwei bis drei Jahre später direkt mit dem Durchfluss am Shetland-Färöer-Kanal korreliert.
Ebenso fließt ein kleinerer Teil des kalten Tiefenwassers durch den Färöer-Shetland-Kanal in den Atlantik zurück, hierbei spielen aber der tiefe Färöer-Bank-Kanal und die Dänemarkstraße eine größere Rolle. Der Shetland-Färöer-Kanal trägt so ebenso maßgeblich zum vergleichsweise warmen Klima Nordeuropas wie zur thermohalinen Zirkulation bei.